# Savoia-Marchetti S.M.84
Il Savoia-Marchetti S.M.84 è stato un bombardiere medio/aerosilurante trimotore prodotto dall'azienda italiana Savoia-Marchetti nei primi anni quaranta ed impiegato dalla Regia Aeronautica durante la seconda guerra mondiale. Progettato come sostituto dell'ormai superato S.M.79 Sparviero, si rivelò deludente sotto molti aspetti non riuscendo ad eguagliare il suo predecessore.
Originariamente la designazione di Savoia-Marchetti S.M.84 era stata data ad un bimotore da trasporto passeggeri che volò nell'ottobre 1935. A questo prototipo fu però preferito il concorrente Fiat G.18 e l'S.84 non fu mai costruito in serie, lasciando così libera la numerazione.

## Storia

### Sviluppo
Progettato dall'ing. Marchetti, manteneva l'impostazione generale del suo predecessore, con fusoliera di sezione rettangolare e configurazione trimotore, ma in comune con l'S.M.79 aveva le sole semiali e il carrello principale. Presentava impennaggio bideriva, per consentire una maggiore stabilità in volo ed un miglior campo di tiro alla mitragliatrice dorsale, ora sistemata in una torretta Caproni-Lanciani Delta E girevole a 360° in luogo dell'arma a limitato brandeggio presente nella caratteristica gobba dorsale dell'S.M.79.
Disponeva inoltre di un vano bombe più spazioso che consentiva di alloggiare gli ordigni orizzontalmente, al contrario dei precedenti modelli Savoia-Marchetti dove le bombe erano stivate verticalmente. Quest'ultima soluzione dava grave pregiudizio alla precisione del lancio, in quanto il flusso d'aria dovuto al moto dell'aereo investiva lateralmente le bombe in uscita dalla stiva, disperdendole su un'area più estesa.
L'apposita gondola per il puntatore, obbligatoria a causa della formula trimotore che impediva l'uso della parte frontale della fusoliera per disporvi tale postazione, era di forma più aerodinamica rispetto a quella del vecchio S.M.79.
Nonostante le notevoli migliorie strutturali ed aerodinamiche, che lo rendevano un apparecchio decisamente più moderno del precedente, e l'adozione di più potenti Piaggio P.XI RC.40 da 1.000 CV il nuovo aereo si rivelò poco più che mediocre, con manovrabilità nettamente inferiore al suo predecessore e velocità di poco superiore.
La manovrabilità, in particolare, era un requisito fondamentale per un aerosilurante perché indispensabile nelle brusche manovre evasive che si mettevano in atto dopo il lancio del siluro per sfuggire al tiro contraereo delle navi.
Anche le mitragliatrici di bordo, di tipo Scotti, non erano ottimali in quanto facilmente soggette ad inceppamenti a differenza delle assai più robuste ed affidabili Breda-SAFAT. L'S.M.79 si rivelò quindi insostituibile e continuò ad essere prodotto anche dopo l'assegnazione del primo ordine di 246 esemplari del nuovo S.M. 84. Ad ogni modo queste macchine prestarono onestamente servizio dal 1941 fino all'armistizio, sia in veste di bombardieri che di aerosiluranti.

### Impiego operativo

#### Italia e Mediterraneo
A partire dal secondo anno di guerra gli S.M.84 cominciarono ad affiancare nei reparti da bombardamento della Regia Aeronautica il CANT Z.1007bis, il Fiat B.R.20 ed anche l'S.M.79 che nel contempo passava ai reparti siluranti. Il 41º Gruppo Bombardamento Terrestre fu il primo reparto a ricevere gli S.M.84 nel febbraio del 1941 ed il 28 giugno successivo nasce la 282ª Squadriglia con 4 esemplari aerosiluranti al comando del Capitano Marino Marini (aviatore).

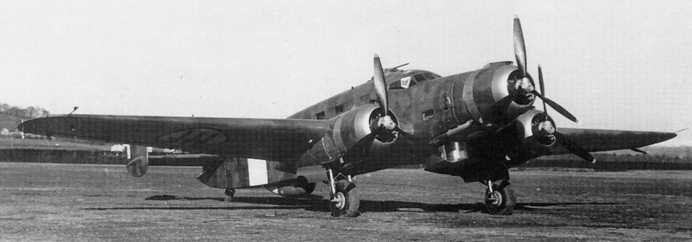
S.M.84: è ben visibile la configurazione a tre motori e la gondola del puntatore estratta

Il principale teatro operativo dell'S.M.84 fu il Mar Mediterraneo. L'unico successo come aerosilurante sembra essere quello vantato dagli aerei del 36º Stormo aerosiluranti che il 27 settembre 1941 riuscirono a silurare la corazzata HMS Nelson, danneggiandola gravemente e mettendola fuori combattimento per parecchi mesi. Nel corso dell'azione lo stormo subì gravi perdite, con sei degli undici velivoli impiegati risultati abbattuti. Tra essi anche quello del comandante di stormo, colonnello Riccardo Hellmuth Seidl, probabilmente abbattuto dal fuoco contraereo della corazzata Prince of Wales e dell'incrociatore Sheffield.
Durante la primavera e l'estate del 1942, il 4º Gruppo Autonomo Bombardamento Terrestre svolse ripetute missioni di attacco contro bersagli a Malta. Il 12 maggio, tre S.M. 84 della 14ª Squadriglia (più quattro Junkers Ju 88 della Luftwaffe), scortati da caccia italiani e tedeschi, attaccarono l’aeroporto di Ta' Qali. Tutti i bombardieri Savoia-Marchetti furono colpiti da Spitfire e Hurricanes di base sull'isola. I piloti della RAF rivendicarono la distruzione di due S.M.84 (scambiati per CANT Z.1007). In realtà solo il trimotore pilotato dal Tenente Vinicio Vego Scocco fu abbattuto. Tre aviatori italiani si paracadutarono ma nessuno sopravvisse.
Il 14 giugno 1942, 15 S.M.84 del 36º Stormo, decollati dalla Sardegna, attaccarono il convoglio proveniente da Gibilterra e diretto a Malta (operazione Harpoon), ma sei aerosiluranti non ritornarono alle basi.
Altri tre S.M.84 del 4º Gruppo tornarono su Malta il 4 luglio 1942, per bombardare l'aeroporto di Luqa. I trimotori erano scortati da numerosi Messerschmitt Bf 109, Macchi M.C.202 e Reggiane Re.2001. Ma, attaccando da quota superiore e con il sole alle spalle, gli Spitfire del No. 249 Squadron della RAF riuscirono a infiltrarsi tra i caccia dell'Asse e a colpire duramente tutti e tre i Savoia-Marchetti (di nuovo, scambiati per CANT Z.1007), rivendicandone l'abbattimento. In realtà, il 4º Gruppo subì due perdite: un S.M.84 della 15ª Squadriglia, probabilmente quello pilotato dal Tenente Raffaele Notari, si schiantò in mare aperto. Un secondo Savoia-Marchetti, della 14ª Squadriglia, pilotato dal Sergente Maggiore Romolo Cristiani, precipitò su Ta 'Garda. Il terzo S.M.84, invece, riuscì a tornare in Sicilia.
Nonostante le ripetute perdite, dall'autunno del 1942 gli aerei furono progressivamente tolti dall'aerosiluramento e passati al bombardamento. Gli esemplari ancora efficienti nel 1943 vennero relegati ad impieghi secondari. All'ordine originale di 246 esemplari se ne aggiunsero altri per un totale di 309 effettivamente consegnati alla Regia Aeronautica in varie versioni.

### Slovacchia
Un lotto di 6 esemplari tra S.M.84 e S.M.84bis vennero forniti all'aeronautica slovacca, in un periodo successivo al 1942.

## Versioni
S.M.84 prima versione avviata alla produzione in serie. Equipaggiata con motori Piaggio P.XI RC.40 radiali a 14 cilindri raffreddati ad aria da 1.000 CV.
S.M.84bis versione dotata di ala modificata con diedro positivo e altre migliorie alla cabina di pilotaggio, agli scarichi dei motori e al sistema di sgancio dei siluri.
S.M.84ter versione con ala maggiorata e motori Piaggio P.XII RC.35 radiali a 18 cilindri raffreddati ad aria da 1.500 CV al decollo e 1.350 CV a 3.500 metri di quota. Prodotta in un solo esemplare.
Su alcuni esemplari furono installati motori Alfa Romeo 128 RC.18 da 860 CV ciascuno.

## Utilizzatori
Italia
- Regia Aeronautica
- Aeronautica Cobelligerante Italiana

Sei esemplari inquadrati nella 241ª Squadriglia del 132º Gruppo Trasporti istituito dopo la firma dell'armistizio di Cassibile con unità in carico al 98º Gruppo del 43º Stormo Bombardamento Terrestre.
 Repubblica Sociale Italiana
- Aeronautica Nazionale Repubblicana

Acquisì almeno 10 esemplari dei quali uno risulta essere operativo in carico ad una Squadriglia speciale da trasporto.
 Italia
- Aeronautica Militare

Operò con l'unico esemplare di S.M.84ter fino all'ottobre 1946, quando l'aereo andò perso per incidente.
 Slovacchia
- Slovenské vzdušné zbrane

Ricevette 6 esemplari di S.M.84 nel 1942.